# Rio-gruppen

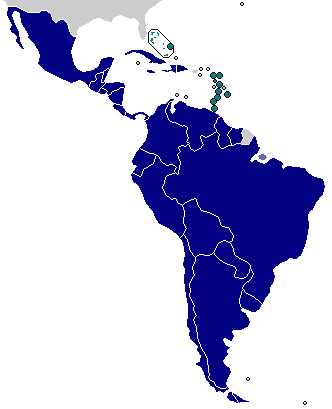
Karta som visar de nuvarande medlemsländerna

Rio-gruppen är en internationell organisation av latinamerikanska stater. Den grundades 1986 under Det kalla kriget som ett alternativ till Organization of American States, vilken dominerades av USA. Rio-gruppen har varken sekretariat eller annan permanent organisationsapparat, utan driver sin verksamhet i form av årliga toppmöten mellan statsledarna i medlemsländerna.
Nuvarande medlemsländer i alfabetisk ordning:
| - Argentina - Belize - Bolivia - Brasilien - Chile - Colombia - Costa Rica - Dominikanska republiken - Ecuador - El Salvador - Guatemala - Guyana |  | - Haiti - Honduras - Jamaica - Kuba - Mexiko - Nicaragua - Panama - Paraguay - Peru - Surinam - Uruguay - Venezuela |